# Aleksinica
Aleksinica je naselje u Hrvatskoj, u Ličko-senjskoj županiji. 

## Zemljopis
U sastavu je grada Gospića.

## Povijest
Župna crkva Sveti Ivan Krstitelj, izgradio ju je 1695.g. pop Marko Mesić. 

## Stanovništvo
- 1971. – 457 (Hrvati – 455, Srbi – 1, ostali – 1)
- 1981. – 272 (Hrvati – 270, Srbi – 1, ostali – 1)
- 1991. – 258 (Hrvati – 248, ostali – 10)
- 2001. – 220
- 2011. – 169[4]

| broj stanovnika | 681   |       |       | 569   | 735   | 393   | 295   | 500   | 669   | 586   | 481   | 457   | 272   | 258   | 220   | 169   | 105   |
|                 | 1857. | 1869. | 1880. | 1890. | 1900. | 1910. | 1921. | 1931. | 1948. | 1953. | 1961. | 1971. | 1981. | 1991. | 2001. | 2011. | 2021. |